# نيكولا تشارتير
نيكولا تشارتير (بالفرنسية: Nicolas Chartier)‏ هو منتج أفلام فرنسي، ولد في 1974 في فرنسا.

## وصلات خارجية
- نيكولا تشارتير على موقع IMDb (الإنجليزية)
- نيكولا تشارتير على موقع قاعدة بيانات الفيلم (الإنجليزية)